# ソウル水西警察署
ソウル水西警察署（ソウルスソけいさつしょ）は、ソウル地方警察庁所管の警察署である。

## 管轄区域
- 江南区のうちテヘラン路より南側

## 沿革
- 1998年2月19日 - 開所。（江南警察署から6派出所、松坡警察署から10派出所を編入）
- 2006年3月1日 - 松坡区内の派出所をソウル松坡警察署の管轄へ。

## 組織
- 署長（総警）
- 聴聞監査官
  - 聴聞監査官室
- 警務課
  - 警務係
  - 経理係
  - 情報通信係
- 生活安全課
- 捜査課
- 刑事課
- 交通課
  - 交通管理係
  - 交通捜査係
  - 交通安全係
- 警備課
- 情報課
  - 情報1係
  - 情報2係
- 保安課
  - 保安係
  - 外事係

## 管轄地区隊
- 大峙地区隊
- 道谷地区隊

## 管轄派出所
- 開浦派出所
- 逸院派出所
- 三成派出所
- 水西派出所
- 大旺派出所